# Philip Parker
Philip Parker (?, 1953) is een Amerikaans componist, muziekpedagoog en slagwerker.

## Levensloop
Parker studeerde muziektheorie, compositie, musicologie en slagwerk aan de Wichita Staatsuniversiteit in Wichita (Kansas) en behaalde aldaar zijn Bachelor of Music. Vervolgens studeerde hij aan de Indiana University in Bloomington (Indiana) en behaalde zijn Master of Music. Vanaf 1977 is hij professor voor slagwerk, musicologie, muziektheorie en compositie aan de  Arkansas Tech University in Russellville (Arkansas).
Hij is als paukenist verbonden aan het Fort Smith Symphony Orchestra.
Als componist schrift hij werken voor verschillende genres, waarbij het slagwerk in alle facetten een belangrijke rol inneemt. Zijn werken werden uitgevoerd op concerten bij de National Flute Association, International Trumpet Guild, International Clarinet Society en de Music Educators National Conference. Hij werd bekroond met de "Arkansas Tech University Excellence in Scholarship Award" voor zijn compositorisch oeuvre.

## Composities

### Werken voor orkest
- 2005 Joyeuse, voor orkest

### Werken voor harmonieorkest
- 1984 Clowns, voor harmonieorkest[1]
- 1988 Dialogue, voor altsaxofoon solo en harmonieorkest[2]
- 1992 Soliloquy and Dance, voor hobo en harmonieorkest
- 1999 Yankee Doodlin’, voor harmonieorkest
- 2001 Fantasia on a Sacred Harp Melody, voor harmonieorkest
- 2003 Two Stephen Foster Songs, voor tenor en harmonieorkest
- 2004 Drums On the Village Green, voor harmonieorkest

### Werken voor koor
- 1996 Winter Images, voor gemengd koor en slagwerk-ensemble

### Vocale muziek
- 1998 Autumn Images, voor tenor (of sopraan) en piano
- Story Hour, voor sopraan, altsaxofoon en piano

### Kamermuziek
- 1983 Five Bagatelles, voor klarinet en marimba/vibrafoon
- 1986 Five Pieces, voor klarinet en slagwerk-orkest
- 1987 Declamation Fanfare, voor zes trompetten en vier slagwerkers
- 1988 Concertino, voor trompet en slagwerk-ensemble
- 1991 Excursions, voor dwarsfluit en harp
- 1991 Sketches, voor altsaxofoon, piano, harp en vier slagwerkers
- 1993 Games, voor dwarsfluit en klarinet
  1. Leap Frog
  2. Follow the Leader
  3. Hop
  4. Tag
- 1993 Four Miniatures, voor blaaskwintet
- 1994 Beneath the Canopy, voor dwarsfluit en slagwerker 
  1. The Forest Beckons
  2. Rivers Gently Flowing
  3. Exotic Birds of Paradise
  4. Twilight Calmness/Song of the Orchidee
  5. Python Dance
- 1996 Story Hour, voor klarinet en spreker
- 2002 The Big Top – A children’s Adventure, voor blaaskwintet
- 2003 Three Movements, voor strijkkwartet
- 2003 Merry Music, voor viool, klarinet en piano
- 2004 Structures in Wood, voor hobo en marimba
- 2005 Grooves, voor klarinet (of altsaxofoon) en piano
- 2005 Bug Dances, voor fagot en piano
- 2006 Rainmaker, voor origineel Amerikaanse fluit[3] en slagwerker
- 2006 Three Episodes, voor trombone en 5 pauken
- 2006 When Fireflies Danced, voor dwarsfluit/piccolo en slagwerk-ensemble

### Werken voor slagwerk
- 1989 Contrasts, voor slagwerk-ensemble

## Media
1. ↑  Clowns door The Calgary Concert Band
2. ↑  Dialogue, voor altsaxofoon solo en harmonieorkest
3. ↑  James J. Pellerite bespeeld een origineel Amerikaanse fluit